# Matthias Strauss
Matthias Strauss (* 24. Mai 1956 in Frankfurt) ist ein ehemaliger deutscher Basketballspieler. Strauss arbeitet als Zahnarzt in Berlin-Lichterfelde.

## Leben
Strauss wechselte aus Frankfurt am Main zum MTV Gießen. Er spielte sechs Jahre für die Mittelhessen in der Basketball-Bundesliga. 1978 gewann er mit Gießen die Meisterschaft, 1979 siegte Gießen im Pokal. Er schloss in Gießen eine Lehre zum Zahntechniker ab und erhielt das Angebot, ein Zahnlabor zu übernehmen, entschloss sich aber dagegen und wechselte 1981 nach Berlin zum Bundesligaaufsteiger DTV Charlottenburg. Strauss war der erste Nationalspieler bei Charlottenburg. 1985 erreichte die Mannschaft das Finale um die deutsche Meisterschaft, unterlag dort aber gegen Bayer 04 Leverkusen. 1991 als BG Charlottenburg und 1992 als Alba Berlin erreichte der Verein mit Matthias Strauss noch zweimal das Meisterschaftsfinale, unterlag aber jeweils gegen Bayer 04 Leverkusen. Strauss studierte in Berlin Zahnmedizin und bestand sein Examen im Februar 1992.
Bereits Ende 1975 debütierte Strauss in der Nationalmannschaft, in deren Kader er bei insgesamt 116 Spielen stand. Bei der Europameisterschaft 1981 belegte er mit der deutschen Mannschaft den zehnten Platz, 1983 erreichte die Mannschaft den achten Platz.